# لینو موسکا
لینو موسکا (انگلیسی: Lino Mosca; ۲۷ اوت ۱۹۰۷ – ۱۵ فوریهٔ ۱۹۹۲) بازیکن فوتبال اهل ایتالیا بود.
از باشگاه‌هایی که در آن بازی کرده‌است می‌توان به باشگاه فوتبال یوونتوس و باشگاه فوتبال کرمونزه اشاره کرد.